# Adama Polanowskiego, dworzanina króla Jegomości Jana III notatki
Adama Polanowskiego, dworzanina króla Jegomości Jana III, notatki – powieść historyczna Józefa Ignacego Kraszewskiego wydana po raz pierwszy w 1888 roku, należąca do cyklu Dzieje Polski.

## Opis fabuły
Powieść ma formę fikcyjnego pamiętnika Adama Polanowskiego. Tytułowy bohater wstępuje na służbę do hetmana wielkiego koronnego Jana Sobieskiego w 1673 roku. Jego służba trwała do śmierci Sobieskiego. Przez ten czas Polanowski wiernie służył hetmanowi i późniejszemu królowi. Był świadkiem ważnych dla Rzeczypospolitej i Sobieskiego wydarzeń, takich jak bitwa pod Chocimiem, obiór Sobieskiego na króla, wreszcie bitwa pod Wiedniem. Ponadto dzięki obserwacjom tytułowego bohatera można obserwować życie dworu królewskiego, wydarzenia na nim zachodzące oraz intrygi dworskie.